# Elephantomyia (Elephantomyia) laticincta
Elephantomyia (Elephantomyia) laticincta is een tweevleugelige uit de familie steltmuggen (Limoniidae). De soort komt voor in het Afrotropisch gebied.